# ルイス・カブラル
ルイス・デ・アルメイダ・カブラル（ポルトガル語: Luís de Almeida Cabral, 1931年4月11日 - 2009年5月30日）は、ギニアビサウ共和国の政治家。同国初代大統領。独立宣言のあった1973年から軍事クーデターによって失脚させられる1980年までの間、国家評議会議長の座についた。
1963年に、ギニア・カーボベルデ独立アフリカ党(PAIGC)は、ポルトガル領ギニアにてポルトガル政権に対する反植民地主義戦争（ギニアビサウ独立戦争）を始めた。1973年にパン・アフリカ主義の知識人でPAIGCの創設者として知られる兄のアミルカル・カブラルがギニア共和国のコナクリにて暗殺されたが、アミルカルの死後は弟のルイスがリーダーシップを発揮し始めた。
当時、ポルトガル領ギニアおよびカーボベルデ両国の独立戦争を展開していたPAIGCのリーダーシップはアリスティデス・ペレイラ（後のカーボベルデ共和国初代大統領）に移ることになるが、党のギニアビサウ支部はルイスを支持した。
ギニアビサウは1973年に独立を宣言、国連加盟国の社会主義国及び非同盟諸国の大半の賛成によって承認され、1974年4月のポルトガルのカーネーション革命によってエスタード・ノーヴォ体制が崩壊すると、同年9月10日にはポルトガルによってギニアビサウ共和国の独立が正式に承認された。ルイスは初代大統領となり、ソ連や中国だけではなく北欧諸国の支援をも得て、社会主義路線の国家建設が始まった。しかし兄アミルカルの死、そして独立後に党内部にある種の疑惑が広がり始め、一部の党員がルイスおよび党の多数派を占めるカーボベルデ系の党員を告発した。そして1980年終わりに当時の首相であり、元軍指揮官のジョアン・ヴィエイラが軍事クーデターによってルイスの追放を企てた。
ルイスは逮捕され13ヶ月間拘束された後国外追放され、ルイス・カブラルの受入を承認したキューバに亡命した。1984年にポルトガル政府が家族とともに滞在することを許可し、死の時まで当地で過ごした。1999年、ジョアン・ヴィエイラ失脚後にルイスは約20年ぶりに祖国を訪問した。2009年、ポルトガルで死去。78歳没。